# Hans-Dieter Krampe
Hans-Dieter Krampe (6. ledna 1937, Halle - 3. prosince 2019) byl východoněmecký fotbalista, levý obránce.

## Fotbalová kariéra
V východoněmecké oberlize hrál za Vorwärts Berlin, nastoupil ve 258 ligových utkáních a dal 6 gólů. S týmem Vorwärts Berlin vyhrál šestkrát východoněmeckou oberligu. V Poháru mistrů evropských zemí nastoupil ve 14 utkáních a v Poháru vítězů pohárů nastoupil ve 2 utkáních. Za reprezentaci Východního Německa (NDR) nastoupil v letech 1957–1965 ve 28 utkáních.

## Ligová bilance
| Ročník          | Zápasy | Góly | Klub                |
| --------------- | ------ | ---- | ------------------- |
| I. liga 1955    | 1      | 0    | ASK Vorwärts Berlin |
| I. liga 1956    | 1      | 0    | ASK Vorwärts Berlin |
| I. liga 1957    | 10     | 0    | ASK Vorwärts Berlin |
| I. liga 1958    | 17     | 0    | ASK Vorwärts Berlin |
| I. liga 1959    | 22     | 0    | ASK Vorwärts Berlin |
| I. liga 1960    | 25     | 1    | ASK Vorwärts Berlin |
| I. liga 1961/62 | 26     | 0    | ASK Vorwärts Berlin |
| I. liga 1962/63 | 26     | 0    | ASK Vorwärts Berlin |
| I. liga 1963/64 | 25     | 0    | ASK Vorwärts Berlin |
| I. liga 1964/65 | 26     | 1    | ASK Vorwärts Berlin |
| I. liga 1965/66 | 26     | 4    | Vorwärts Berlin     |
| I. liga 1966/67 | 25     | 0    | Vorwärts Berlin     |
| I. liga 1967/68 | 26     | 0    | Vorwärts Berlin     |
| I. liga 1968/69 | 2      | 0    | Vorwärts Berlin     |
| CELKEM I. liga  | 258    | 6    |                     |